# Tour of the Chilterns
Die Tour of the Chilterns war ein britisches Eintagesrennen für Amateure und Unabhängige.

## Geschichte
Die Tour of the Chilterns wurde 1943 während des Zweiten Weltkriegs begründet.
Das Rennen führte häufig mit Start und Ziel in Dunstable durch Bedfordshire. Kulminationspunkt der Strecke waren die Chiltern Hills, ein Hügelzug in South East England. Auch Beaconsfield und Southall waren Startort oder Ziel des Rennens. Es war ein Rennen im Kalender des Verbandes B.L.R.C.
Für die Unabhängige waren Geldpreise ausgesetzt. So erhielt der Sieger von 1952 1.010 britische Pfund, der 6. Platz war noch mit 106 Pfund dotiert. Die Amateure erhielten Sachpreise. 1952 gewann der Sieger ein Rennrad der Firma Viking, der Zweite einen Satz Laufräder, der Dritte eine Schaltung. Dazu gab es diverse Preise für Bergwertungen und Sprintwertungen.
In späteren Jahren fand auf dem Kurs ein Jedermannrennen unter dem Namen „The Tour of the Chilterns Cycling Festival“ über verschiedene Distanzen statt.

## Palmarès
- 1943  Ernie Clements
- 1944  Dennis Jaggard
- 1945  James Macken
- 1946  J. Raines
- 1947  Harold Johnson
- 1948  Harold Johnson
- 1949  George Lander
- 1950  George Lander
- 1951  Ian Steel
- 1952  Gordon Thomas
- 1953  Fred Krebs
- 1954–1968 nicht ausgetragen
- 1969  Geoff Wiles
- 1970  Brian Jolly